# Kasper Wilton
Kasper Wilton (født 16. december 1960 på Frederiksberg) er en dansk skuespiller, instruktør, der er chef for Folketeatret. 
Kasper Wilton er søn af sceneinstruktøren Kai Wilton og skuespillerinden Grethe Holmer. 
Debuterede som skuespiller 1979 på Det Ny Teater. Var på Aalborg Teaters aspirantskole 1981 - 83 og derefter ansat samme sted til 1985. Herefter freelance skuespiller og fra 1990 udelukkende instruktør. Han var fra 1996 til 2000 chef for Vendsyssel Teater, hvorefter han blev ansat som chef for Odense Teater, som han forlod i juli 2010 for at blive direktør for Folketeatret.
Han har både arbejdet som skuespiller, oversætter, forfatter, instruktør og som underviser på skuespilskoler og konservatorier. Han har bl.a. medvirket i det 14. afsnit af tv-serien Rejseholdet samt blandt andet skuespillene Nøddebo Præstegård, Genboerne og Den Politiske Kandestøber og har af flere gange arbejdet med operainstruktion for Den Jyske Opera, Den Fynske Opera, Den Ny Opera, Trøndelag Opera (Norge), Theater Lübeck (Tyskland). Er i gang med at iscenesætte Wagners "Niebelungens Ring" på Den Ny Opera i Esbjerg med estimeret slutopførelse 2027. Tidligere har han været instruktør på bl.a. Banden, Baggårdsteatret, Det Danske Teater, Holbæk Egnsteater, Teatret Møllen, Rialto Teatret, Ålborg Teater, Odense Teater, Vendsyssel Teater, Vintapperteatret, Sønderjydsk Forsøgsscene og Folketeatret. 
I januar 2007 blev han af Fyens Stiftstidende tildelt prisen som Årets Fynbo. I begrundelsen blev han blandt andet rost for sit engagement for at bevare skuespilskolen i Odense, da den i efteråret 2006 blev erklæret lukningstruet af flere kulturpolitikere i Folketinget.
Kasper Wilton er gift med skuespilleren Jeanette Binderup-Schultz. Parret er bosiddende i Skovshoved.